# Dussehra
Dussehra (sánscrito: दशहरा), también conocido como Vijayadashami (sánscrito: विजयादशमी) o Ayudhapuja (sánscrito: आयुधपूजा), es uno de los festivales hindúes más importantes que se celebran en la India, Nepal, Sri Lanka y Bangladés, así como en partes de Pakistán. El nombre Dussehra se deriva del sánscrito. Dasha-Hara significa literalmente Dashanan Ravan (el nombre de Ravan y en Dasha y Hara (derrota)) en referencia a la victoria de Rama sobre el rey demonio de diez cabezas Ravana.
El día también señala la victoria de la diosa Durga sobre el demonio Mahishasur. El nombre Dussehra también se deriva del sánscrito Ajaja, lo que significa día. Por ejemplo, Aharnisha se deriva de Ajaja + nisha. La diosa luchó con los males durante nueve noches y diez días. El nombre Vijayadashami también se deriva de las palabras en sánscrito "Vijaya-Dashami", que significa literalmente la victoria en la Dashami (Dashmi es el décimo día del mes lunar del calendario hindú). Diwali, el Festival de las Luces, se celebra veinte días después de Dussehra.

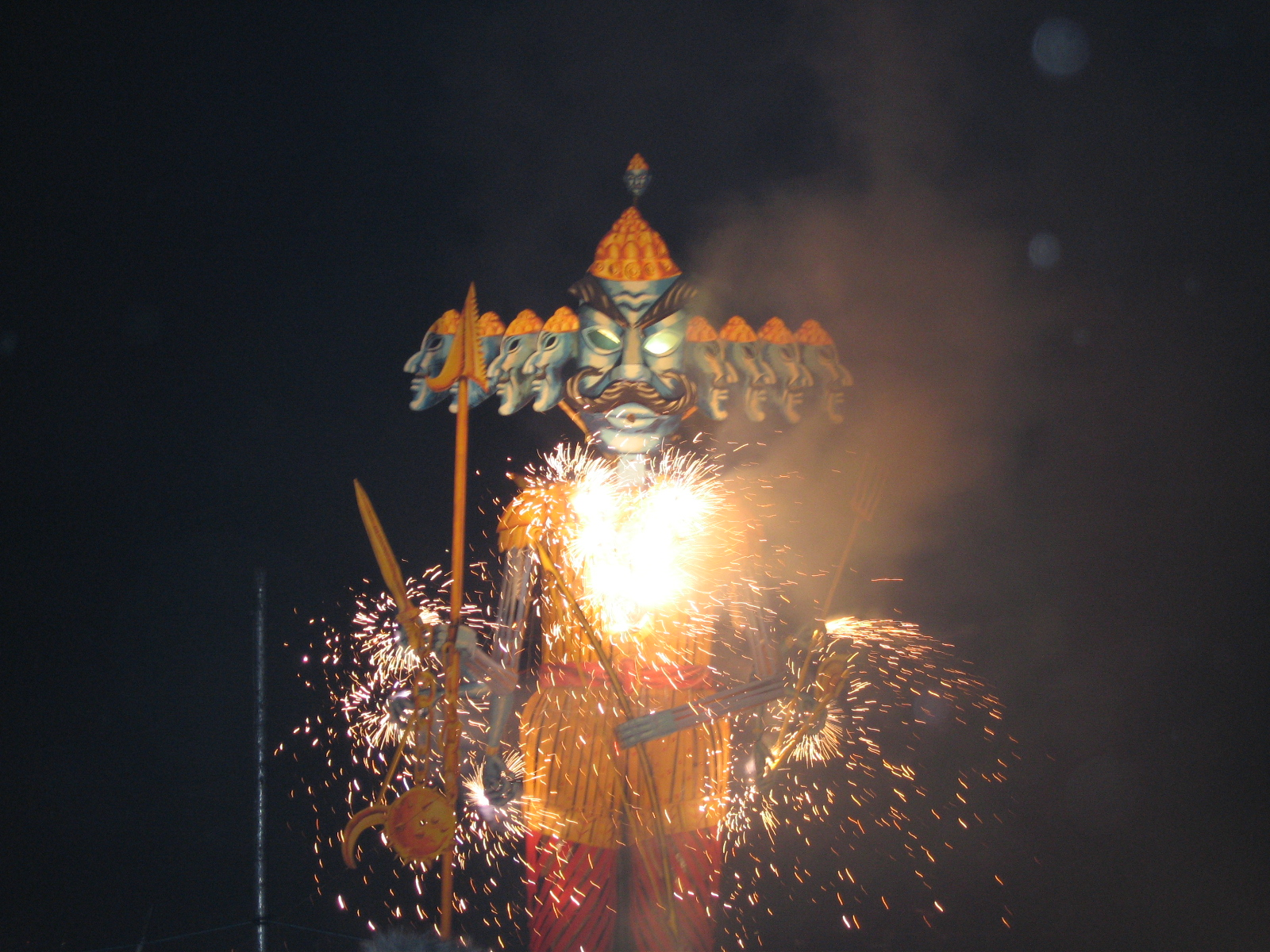
Efigie de Ravana quemada

## Significado o definición
Dussehra festeja la prevalencia del bien sobre el mal. Tradicionalmente, se considera que la devoción ininterrumpida a la diosa durante estos días otorga beneficios espirituales y ayuda a superar mejor las dificultades que depara la vida. Se celebra el décimo día del mes de Ashwin, según el calendario lunisolar hindú, que corresponde a septiembre u octubre del calendario gregoriano. En la India y Nepal, la cosecha comienza en este momento y por eso la Diosa Madre es invocada, para iniciar la nueva temporada de cosecha y reactivar el vigor y la fertilidad del suelo. Esto se hace a través de actuaciones religiosas y rituales para invocar fuerzas cósmicas que rejuvenecen el suelo. Muchos devotos de la fe hindú ofrecen a través de reuniones sociales y ofrendas comida a los dioses en el hogar y en los templos en toda la India y Nepal.